# Іван Хайме
Іван Хайме (ісп. Iván Jaime, нар. 26 вересня 2000, Малага) — іспанський футболіст, півзахисник португальського клубу «Порту».
Виступав, зокрема, за клуби «Малага Б», «Малага» та «Фамалікан», а також юнацьку збірну Іспанії.

## Клубна кар'єра
Народився 26 вересня 2000 року в місті Малага. Вихованець юнацьких команд футбольних клубів «Рома Луц», «Конеїто» та «Малага».
У дорослому футболі дебютував 2018 року виступами за команду «Малага Б», в якій провів два сезони, взявши участь у 54 матчах чемпіонату. Більшість часу, проведеного у складі другої команди «Малаги», був основним гравцем команди.
Своєю грою за цю команду привернув увагу представників тренерського штабу клубу «Малага», до складу якого приєднався 2019 року. Відіграв за клуб з Малаги наступний сезон своєї ігрової кар'єри.
У 2020 році уклав контракт з клубом «Фамалікан», у складі якого провів наступні три роки своєї кар'єри гравця. Граючи у складі «Фамалікана» також здебільшого виходив на поле в основному складі команди.
До складу клубу «Порту» приєднався 2023 року. 

## Виступи за збірну
У 2018 році дебютував у складі юнацької збірної Іспанії (U-19), загалом на юнацькому рівні взяв участь у 4 іграх, відзначившись одним забитим голом.

## Статистика виступів

### Статистика клубних виступів
| Сезон                 | Команда               | Чемпіонат             | Чемпіонат | Чемпіонат | Національний кубок | Національний кубок | Національний кубок | Континентальні кубки | Континентальні кубки | Континентальні кубки | Інші змагання | Інші змагання | Інші змагання | Усього | Усього | Усього |
| Сезон                 | Команда               | Ліга                  | Ігор      | Голів     | Ліга               | Ігор               | Голів              | Ліга                 | Ігор                 | Голів                | Ліга          | Ігор          | Голів         | Ігор   | Голів  |        |
| --------------------- | --------------------- | --------------------- | --------- | --------- | ------------------ | ------------------ | ------------------ | -------------------- | -------------------- | -------------------- | ------------- | ------------- | ------------- | ------ | ------ | ------ |
| 2018–19               | «Малага Б»            | СДБ                   | 30        | 3         |                    | -                  | -                  |                      | -                    | -                    |               | -             | -             | 30     | 3      |        |
| 2019–20               | «Малага Б»            | СДБ                   | 24        | 4         |                    | -                  | -                  |                      | -                    | -                    |               | -             | -             | 24     | 4      |        |
| Усього за «Малага Б»  | Усього за «Малага Б»  | Усього за «Малага Б»  | 54        | 7         |                    | -                  | -                  |                      | -                    | -                    |               | -             | -             | 54     | 7      |        |
| 2018–19               | «Малага»              | СД                    | 0         | 0         | КІ                 | 1                  | 0                  |                      | -                    | -                    |               | -             | -             | 1      | 0      |        |
| 2019–20               | «Малага»              | СД                    | 3         | 0         | КІ                 | 0                  | 0                  |                      | -                    | -                    |               | -             | -             | 3      | 0      |        |
| Усього за «Малага»    | Усього за «Малага»    | Усього за «Малага»    | 3         | 0         |                    | 1                  | 0                  |                      | -                    | -                    |               | -             | -             | 4      | 0      |        |
| 2020–21               | «Фамалікан»           | ПЛ                    | 22        | 4         | ПЛУ                | 2                  | 0                  |                      | -                    | -                    |               | -             | -             | 24     | 4      |        |
| 2021–22               | «Фамалікан»           | ПЛ                    | 18        | 1         | ПЛУ+КЛ             | 3+4                | 1+0                |                      | -                    | -                    |               | -             | -             | 25     | 1      |        |
| 2022–23               | «Фамалікан»           | ПЛ                    | 24        | 9         | ПЛУ+КЛ             | 5+4                | 2+0                |                      | -                    | -                    |               | -             | -             | 33     | 11     |        |
| лип.-серп. 2023       | «Фамалікан»           | ПЛ                    | 0         | 0         | ПЛУ+КЛ             | -                  | -                  |                      | -                    | -                    |               | -             | -             | 0      | 0      |        |
| Усього за «Фамалікан» | Усього за «Фамалікан» | Усього за «Фамалікан» | 64        | 14        |                    | 18                 | 3                  |                      | -                    | -                    |               | -             | -             | 82     | 17     |        |
| серп. 2023–24         | «Порту»               | ПЛ                    | -         | -         | ПЛУ+КЛ             | -                  | -                  | ЛЧ                   | -                    | -                    | СП            | -             | -             | -      | -      |        |
| Усього за кар'єру     | Усього за кар'єру     | Усього за кар'єру     | 121       | 21        |                    | 19                 | 3                  |                      | -                    | -                    |               | -             | -             | 140    | 24     |        |

## Титули та досягнення
- Володар Кубка Португалії (1):

«Порту»: 2023-2024
- Володар Суперкубка Португалії (1):

«Порту»: 2024